# Pielești
Pielești est une commune du județ de Dolj en Roumanie.
Sa population était de 3 609 habitants en 2011.